# PPP1R8
PPP1R8 (англ. Protein phosphatase 1 regulatory subunit 8) – білок, який кодується однойменним геном, розташованим у людей на короткому плечі 1-ї хромосоми.  Довжина поліпептидного ланцюга білка становить 351 амінокислот, а молекулярна маса — 38 479.
| 10         |  | 20         |  | 30         |  | 40         |  | 50         |
| ---------- |  | ---------- |  | ---------- |  | ---------- |  | ---------- |
| MAAAANSGSS |  | LPLFDCPTWA |  | GKPPPGLHLD |  | VVKGDKLIEK |  | LIIDEKKYYL |
| FGRNPDLCDF |  | TIDHQSCSRV |  | HAALVYHKHL |  | KRVFLIDLNS |  | THGTFLGHIR |
| LEPHKPQQIP |  | IDSTVSFGAS |  | TRAYTLREKP |  | QTLPSAVKGD |  | EKMGGEDDEL |
| KGLLGLPEEE |  | TELDNLTEFN |  | TAHNKRISTL |  | TIEEGNLDIQ |  | RPKRKRKNSR |
| VTFSEDDEII |  | NPEDVDPSVG |  | RFRNMVQTAV |  | VPVKKKRVEG |  | PGSLGLEESG |
| SRRMQNFAFS |  | GGLYGGLPPT |  | HSEAGSQPHG |  | IHGTALIGGL |  | PMPYPNLAPD |
| VDLTPVVPSA |  | VNMNPAPNPA |  | VYNPEAVNEP |  | KKKKYAKEAW |  | PGKKPTPSLL |
| I          |  |            |  |            |  |            |  |            |

A: Аланін

C: Цистеїн

D: Аспарагінова кислота

E: Глутамінова кислота

F: Фенілаланін

G: Гліцин

H: Гістидин

I: Ізолейцин

K: Лізин

L: Лейцин

M: Метіонін

N: Аспарагін

P: Пролін

Q: Глутамін

R: Аргінін

S: Серин

T: Треонін

V: Валін

W: Триптофан

Кодований геном білок за функціями належить до репресорів, гідролаз, нуклеаз, ендонуклеаз, фосфопротеїнів. 
Задіяний у таких біологічних процесах як процесінг мРНК, сплайсінг мРНК, транскрипція, регуляція транскрипції. 
Білок має сайт для зв'язування з ДНК, іоном магнію, РНК. 
Локалізований у цитоплазмі, ядрі.